# Per Isak Juuso
Per Isak Nikolaus Juuso, född 1 maj 1953 i Karesuando församling, Norrbottens län, är en svensk-samisk konsthantverkare.

## Biografi

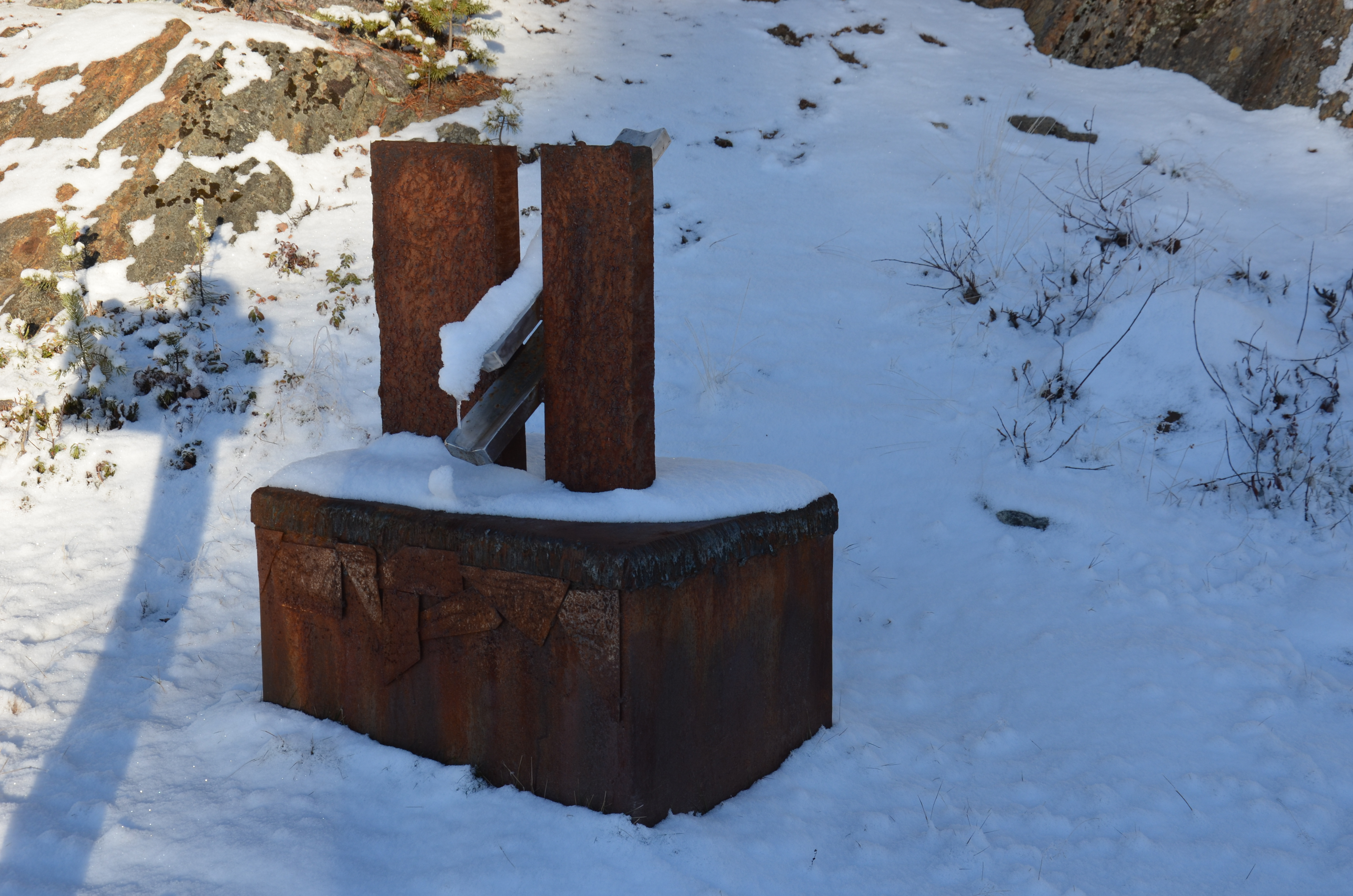
Pärlälven i Jokkmokk

Per Isak Juuso växte upp i Mertajärvi söder om Karesuando. Hans föräldrar var aktiva renskötare och han lärde sig till konsthantverkare av dem. Han vidareutbildade sig inom metall och formgivning, det senare bland annat för textilkonstnären Wanja Djanaieff under 1980-talet. Han har också läst pedagogik på Samiska högskolan i Kautokeino.  
Juuso har arbetat i metall, trä, horn och textil och varit en ledande utvecklare av modernt samiskt konsthantverk (daidda duodji). Han har varit sameslöjdlärare på Samernas folkhögskola i Jokkmokk och därefter som lärare i duodji (den traditionella sameslöjden) på halvtid på Samiska högskolan i Kautokeino.
Per Isak Juuso bor och arbetar i Mertajärvi. Han fick Samisk kunstnerråds arbetsstipendium på 200.000 norska kronor i januari 2012.
| ”                | Nu, efter alla år jag följt Per Isak och hans utveckling, ser jag en ny dimension. Det är inte längre de traditionsbundna formerna och föremålen som står i förgrunden. I dag utgör han spetsen på den konstnärliga nyordning som tränger fram ur det samiska kulturarvet. Nya material och tillämpningar i all ära, men det går inte att förnya utan att förstå, och äga känsla för, den kunskapsbas som traditionen utvecklat. Från föremål som guksi, náhppi, skáhppu, niibi, baste, fanas ja till och med goahti, hämtar Per Isak fortsatt sin formreferens, om än inte i pragmatisk mening. I en fri betydelse fortlever traditionens föremål och former i nya uttryck, ny konst...I en tid när den traditionella slöjden upplever svår andnöd blir Per Isaks konstföremål till en frisk fjällvind… | „ |
| – Lars Sundström | |   |

## Offentliga verk
- Pärlälven/Silbi Ätno, 2005, Samiska skulpturparken i Jokkmokk